# Краловец, Павел
Павел Краловец (чеш. Pavel Královec; род. 16 августа 1977, Домажлице) — чешский футбольный судья. В молодости играл в футбол, однако травма (разрыв ахиллова сухожилия) полученная в 1993 году, вынудила его завязать с карьерой игрока и, по предложению отца, перейти в судейский корпус. Имеет специальность инженера.
В 2002 году впервые отсудил матч высшей лиги чемпионата Чехии по футболу. В 2005 году получил статус судьи ФИФА и возможность судить международные матчи. Дебютировал на международной арене судейством матча финальной стадии юношеского Чемпионата Европы 2005 года между сборными Израиля и Швейцарии (0:3). Первый международный матч на клубном уровне отсудил так же в 2005 году — матч квалификационного раунда Кубка УЕФА «АПОЭЛ» — «Биркиркара» (4:0).
В 2011 году был включен в список судей обслуживавших Чемпионат мира по футболу среди юношеских команд в Мексике, в 2012 году был привлечён к судейству игр Олимпийского футбольного турнира в Лондоне. Судил матчи отборочных турниров к Чемпионатам мира 2010, 2014 годов.
В 2013 году был включен в список 52 кандидатов судей на Чемпионат мира по футболу в Бразилии, однако в итоговый список не прошел.
1 марта 2016 года был выбран одним из судей для обслуживания матчей Чемпионата Европы по футболу 2016 года.